# Nicola Peccheneda
Nicola Peccheneda (Polla, dans la province de Salerne en Campanie, 1725 - 4 novembre 1804) est un peintre italien qui fut actif en Campanie et en Basilicate dans la deuxième moitié du XVIIIe et au tout début du XIXe siècle.

## Biographie
Nicola Peccheneda a d'abord été formé à Naples, probablement dans l'atelier de Francesco de Mura et a adopté le style de Francesco Solimena.
Issu d'une famille de magistrats professionnels (son frère était avocat et juge à Naples), il retourna à son pays natal de Polla exerça son art dans la région et y vécut jusqu'à sa mort après avoir été en 1798, élu maire de Polla.
Une de ses œuvres datant de 1756 représentant San Donato di Ripacandida fut destinée au couvent de San Francesco de Auletta.
Il a décoré les églises Santa Maria des Grecs, Santa Caterina en Caggiano, Santa Maria Maggiore à Sant'Arsenio, la cathédrale de Melfi, l'église de l'Annunziata à Marcianise.
Il a été très prolifique et ses peintures peuvent être vues à Altavilla Silentina, Atena Lucana, Buccino, Giffoni Valle Piana, Padula, Petina, Polla, Romagnano al Monte, Sassano, Sant'Arsenio, Teggiano et Vibonati en Campanie, ainsi qu'à Brienza, Brindisi Montagna, Cirigliano, Maratea, et Marsico Nuovo en Basilicate.

## Sources
- (en) Cet article est partiellement ou en totalité issu de l’article de Wikipédia en anglais intitulé « Nicola Peccheneda » (voir la liste des auteurs).